# Tromina
Tromína (tudi triomína ali trinomína) je poliomina, ki jo sestavljajo trije skladni neprekrivajoči se enotski kvadrati ortogonalno povezani po stranici. Beseda tromina izhaja iz starogrške besede starogrško τρεῖς: treîs - tri in domina.
Obstajata 2 različni prosti tromini, ki se običajno označujeta s črkama latinične abecede »I« in »L«, katerima sta delno podobni. Tromina L se označuje tudi s črko »V«. Praviloma tromina, ki izhaja iz zrcaljenja ali zasuka poljubne tromine, ne šteje za drugačen lik, čeprav zrcaljenje pri trominah nima pomena. Celotna množica tromin se imenuje tudi tromino. Naslednji trije liki:
niso tromine, saj so vsaj enkrat povezani le z ogliščema. Takšni liki, imenovani netromine, skupaj s prostimi trominami tvorijo množico likov, imenovanih (prosti) tripleti. Tripleti se pojavljajo v Conwayjevi igri življenja.
Ker imata obe tromini osno simetrijo, sta tudi edini enostranski tromini. Če se upošteva še zasuke, obstaja šest negibnih tromin: dve I in štiri L. Lahko se jih dobi z vrtenjem zgornjih dveh oblik za kote 90°, 180° in 270°.